# Alkoholskatt
Alkoholskatt är en punktskatt som tas ut för alkoholdrycker.

## Alkoholskatt i Sverige
Alkoholskatt skall betalas för öl, vin och andra jästa drycker, mellanklassprodukter samt för etanol som tillverkas här i landet, som förs in eller tas emot från ett annat EG-land eller som importeras från tredje land. Med EG eller ett EG-land förstås de områden som tillhör Europeiska gemenskapens punktskatteområde. Med tredje land förstås länder och områden utanför detta skatteområde. 

### Skatt på öl
Alkoholskatten beräknas på olika sätt beroende på volymprocent. Öl med alkoholhalt upp till 2,8% tas det inte ut någon alkoholskatt för. Skattesatsen för öl med volymprocent över 2,8% är sedan 1 januari 2023 2,12 kronor per volymprocent och liter. Som exempel blir skatten för en liter starköl med alkoholstyrkan 5,0 volymprocent 2,12 x 5 = 10,6 kr/liter.

### Skatt på vin
Skatt skall betalas för vin om alkoholhalten uppkommit enbart genom jäsning och
1. alkoholhalten överstiger 1,2 volymprocent men uppgår till högst 15 volymprocent eller
2. alkoholhalten överstiger 15 volymprocent men uppgår till högst 18 volymprocent och vinet producerats utan tillsatser.

Skatt tas ut per liter för
- drycker med en alkoholhalt om högst 2,25 volymprocent med 0 kronor
- drycker med en alkoholhalt över 2,25 men inte över 4,5 volymprocent med 9,65 kronor
- drycker med en alkoholhalt över 4,5 men inte över 7 volymprocent med 14,26 kronor
- drycker med en alkoholhalt över 7 men inte över 8,5 volymprocent med 19,62 kronor
- drycker med en alkoholhalt över 8,5 men inte över 15 volymprocent med 27,49 kronor
- drycker med en alkoholhalt över 15 men inte över 18 volymprocent med 57,53 kronor.

### Skatt på andra jästa drycker än vin eller öl
Skatt skall betalas för andra jästa drycker än vin eller öl om
1. alkoholhalten överstiger 1,2 men inte 10 volymprocent eller om
2. alkoholhalten överstiger 10 men inte 15 volymprocent under förutsättning att alkoholhalten uteslutande har uppkommit genom jäsning.

Skatt tas ut per liter för
- drycker med en alkoholhalt om högst 2,25 volymprocent med 0 kronor
- drycker med en alkoholhalt över 2,25 men inte över 4,5 volymprocent med 9,65 kronor
- drycker med en alkoholhalt över 4,5 men inte över 7 volymprocent med 14,26 kronor
- drycker med en alkoholhalt över 7 men inte över 8,5 volymprocent med 19,62 kronor
- drycker med en alkoholhalt över 8,5 men inte över 15 volymprocent med 27,49 kronor

### Skatt på mellanklassprodukter
Skatt skall betalas för mellanklassprodukter med en alkoholhalt över 1,2 men inte över 22 volymprocent men som inte beskattas enligt reglerna ovan.
Skatt tas ut per liter för
- drycker med en alkoholhalt om högst 15 volymprocent med 34,64 kronor
- drycker med en alkoholhalt över 15 volymprocent, men högst 22 volymprocent med 57,53 kronor

### Skatt på etylalkohol
Skatt skall betalas för drycker om alkoholhalten överstiger 1,2 volymprocent.
Skatt tas ut med 521,76 kronor per liter ren alkohol (LPA). Detta motsvarar 146,0928 kronor för 70cl 40-procentig sprit.

### Punktskatt och tull
Punktskatt och tullavgift för alkoholvaror som överstiger resanderansonen vid ankomst från ett icke EU-land samt Åland, Kanarieöarna och liknande områden:
- spritdryck, tull 4 kr/liter, skatt 265 kr/liter
- starkvin, tull 2 kr/liter, skatt 85 kr/liter
- vin, tull 1 kr/liter, skatt 38 kr/liter
- starköl, tull 3 kr/liter, skatt 21 kr/liter.

### Definitioner
- Starkvin, alkoholhalt överstiger 15 men inte 22 volymprocent
- Vin, annat vin än starkvin samt annan alkoholdryck som överstiger 7 men inte 15 volymprocent och som inte är starköl
- Starköl, öl med en alkoholhalt som överstiger 3,5 volymprocent
- Andra jästa drycker, en jäst dryck som inte är vin eller öl
- Spritdryck, en alkoholdryck som inte är någon av ovanstående[3]

### Exempel
Här är några exempel på hur mycket alkoholskatt det är på olika produkter. Dessa beräkningar är gjorda enligt de skattesatser som råder 2023-01-01 t.o.m 2023-12-31.
- 50cl 3,5 % öl, 3,71kr
- 50cl 5 % öl, 5,3kr
- 50cl 5 % cider, 7,13kr
- 70cl 12 % vin, 19,243kr
- 70cl 40 % sprit, 146,09kr